# SMC (kompozit)

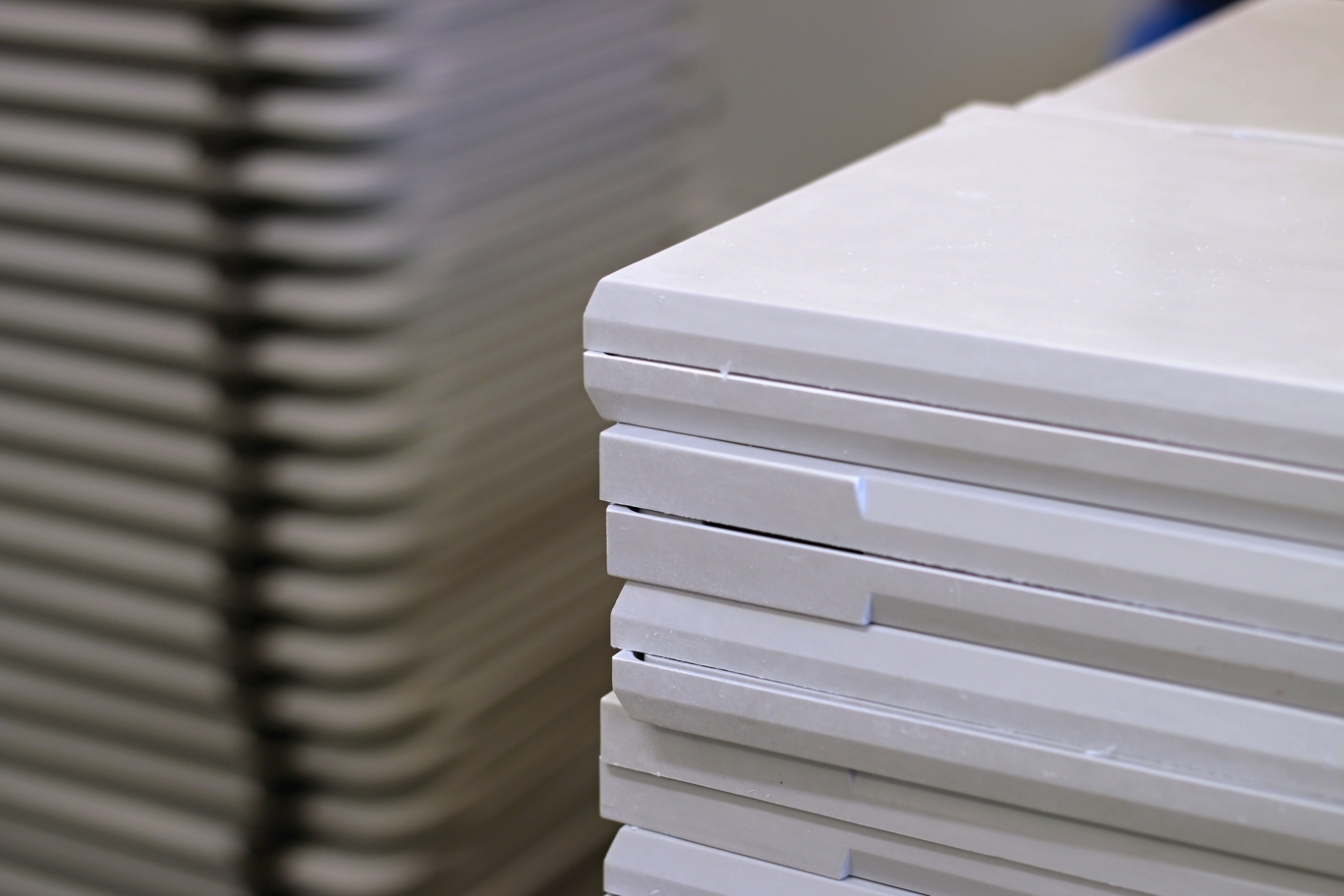
Výlisky z materiálu SMC pro použití v elektrotechnice

SMC (Sheet Moulding Compound) je kompozitní termosetický materiál, který se skládá z pryskyřice, vláken (nejčastěji skleněných) a plnidel. Tato směs je vytlačována do formy a vytvrzována za vysoké teploty a tlaku.

## Vlastnosti SMC
- Mechanická odolnost
- Odolnost vůči povětrnostním vlivům
- Odolnost proti teplu a ohni
- Nízká hmotnost
- Elektrický izolant

## Fyzické vlastnosti
Vlastnosti se liší v závislosti na typu plniva a pryskyřice, přičemž tato směs používající orientovaná vlákna (zejména dlouhá vlákna) podléhá větší anizotropii. Typické vlastnosti jsou uvedeny níže.
| Hustota                | 1.1–2.0 g/cm3 |
| Rázová houževnatost    | 4–11 J/cm     |
| Pevnost v ohybu        | 120–230 MPa   |
| Modul pevnosti v ohybu | 10–15 GPa     |
| Pevnost v tahu         | 55–125 MPa    |
| Modul pružnosti v tahu | 7–14 GPa      |
| Pevnost v tlaku        | 130–220 MPa   |
| Teplota vytvrzování    | 80–150 °C     |

## Využití SMC v kompozitních aplikacích
- Automobilový průmysl: SMC se často používá pro výrobu karosérií, kapot, blatníků a dalších dílů v automobilovém průmyslu.
- Stavebnictví: SMC se využívá pro výrobu fasádových panelů, dveří, oken, střešních komponent a dalších stavebních dílů.
- Energetika: SMC se používá pro výrobu izolátorů, konstrukcí elektrických rozvodů a dalších dílů v energetickém průmyslu.
- Průmyslové aplikace: SMC se uplatňuje v různých průmyslových odvětvích pro výrobu kompozitních dílů, jako jsou kontejnery, nádrže, kryty strojů a mnoho dalších.